# Hugo Hartung
Pour les articles homonymes, voir Hartung (homonymie).
Hugo Hartung (né le 17 septembre 1902 à Netzschkau, mort le 2 mai 1972 à Munich) est un écrivain allemand, aussi sous le pseudonyme de N. Dymion.

## Biographie
Hugo Hartung étudie à partir de 1922 à Leipzig, Vienne et Munich le théâtre, l'histoire de l'art et de la littérature. En 1928, il obtient un doctorat. Il travaille d'abord comme acteur dans des théâtres munichois. Il fait la connaissance de Joachim Ringelnatz et de Frank Wedekind. En 1931, il se consacre à l'écriture, entre autres pour Simplicissimus, et écrit des pièces radiophoniques. En 1936, il vient à Oldenburg comme dramaturge, après avoir été interdit d'écriture par les nazis. En 1940, il continue à Breslau et sera présent lors du siège en 1945.
Après la Seconde Guerre mondiale, il vient d'abord à Neustadt an der Orla puis Potsdam jusqu'en 1950 et finalement à Berlin-Ouest. En 1960, il déménage à Munich et se consacre davantage à l'écriture. Il est enterré au cimetière de l'Ouest de Munich.

## Récompenses
- 1956 : Heinrich-Droste-Literaturpreis
- 1969 : Eichendorff-Literaturpreis

## Œuvre (sélection)
- Ewigkeit (récit, 1948)
- Der Himmel war unten (1951)
- Das Feigenblatt der schönen Denise (1952)
- Aber Anne hieß Marie (1952)
- Ich denke oft an Piroschka (1954)
- Gewiegt von Regen und Wind (1954)
- Schlesien 1944/45 (1956)
- Wir Wunderkinder (1957)
- Ein Prosit der Unsterblichkeit (1960)
- Die goldenen Gnaden (1960)
- Die Braut von Bregenz (1961)
- König Bogumil König (1961)
- Timpe gegen alle (1962)
- Die glitzernde Marietta (récit, 1962)
- Stern unter Sternen (1963)
- Ihr Mann ist tot und läßt Sie grüßen (1965)
- Kindheit ist kein Kinderspiel (1968)
- Keine Nachtigallen im Ölbaumwald (1969)
- Wir Meisegeiers: der Wunderkinder 2. Teil (1972)